# Heikki Färm
Heikki Färm (* 12. Dezember 1963) ist ein finnischer Kameramann.

## Karriere
Heikki Färm ist ein seit Anfang der 1990er Jahre tätiger finnischer Kameramann. Er wirkte in über 100 Film- und Fernsehprojekte als hauptverantwortlicher Kameramann mit. Zusätzlich dazu war er als Kameramann für Dokumentar-, Kurz- und Werbefilme tätig. Für seine Arbeit wurde er bisher drei Mal für einen Jussi als bester Kameramann nominiert. Für seine Arbeit an der Dokumentation The Visit – Eine außerirdische Begegnung erhielt er eine Nominierung für den Camerimage.

## Filmografie (Auswahl)
- 1997: Die Nacht des Schmetterlings (Neitoperho)
- 1997: State of Dogs – Ein Hundeleben (Нохойн орон)
- 2000: Komplizinnen aus Angst (Pelon maantiede)
- 2001: Die Müßiggänger (Joutilaat)
- 2004: Mein Freund Henry (Ystäväni Henry)
- 2010: Auf Wiedersehen Finnland
- 2010: Was Männer sonst nicht zeigen (Miesten vuoro)
- 2012: The Human Scale
- 2014: The Visit – Eine außerirdische Begegnung (The Visit)
- 2016: Black Widows – Rache auf Finnisch (Mustat lesket, Fernsehserie, zwei Folgen)
- 2020: Aalto – Architektur der Emotionen (Aalto)
- 2021: 70 ist auch nur eine Zahl (70 on vain numero)
- 2021: Nurses (Syke, Fernsehserie, 12 Folgen)